# Myriam Bédard
Pour les articles homonymes, voir Bédard.
Myriam Bédard, née le 22 décembre 1969 à Neufchâtel (qui fait maintenant partie de la ville de Québec, dans la province de Québec), est une athlète canadienne, triple médaillée olympique en biathlon.

## Carrière sportive
En 1992, elle obtient la médaille de bronze sur l'épreuve du 15 km individuel aux Jeux olympiques d'Albertville, signant la première médaille olympique dans ce sport par un athlète nord-américain.
En 1994, elle remporte deux médailles d'or aux Jeux olympiques de Lillehammer où elle triomphe dans les épreuves des 15 km individuel et 7,5 km sprint. Elle est élue athlète féminine de l'année au Canada.
Après s'être temporairement retirée de la compétition pour une maternité, Myriam Bédard revient à la compétition pour les Jeux olympiques de 1998 à Nagano, mais sans renouer avec les succès des deux olympiades précédentes. Elle envisage un temps de poursuivre sa carrière olympique en patinage de vitesse, pour ensuite y renoncer.
En 2006, Myriam Bédard est une des huit personnes (la seule femme) à siéger au comité exécutif de l'Union internationale de biathlon (IBU), dont elle occupe les fonctions de vice-présidente.
En 1999, elle est classée quatrième plus importante athlète féminine du XXe siècle au Canada.

## Palmarès & honneurs

### Jeux olympiques d'hiver
| Épreuve / Édition   | Individuel                          | Sprint                         | Relais |
| ------------------- | ----------------------------------- | ------------------------------ | ------ |
| JO 1992 Albertville | Médaille de bronze, Jeux olympiques | 12e                            | 11e    |
| JO 1994 Lillehammer | Médaille d'or, Jeux olympiques      | Médaille d'or, Jeux olympiques | 15e    |
| JO 1998 Nagano      | 50e                                 | 32e                            | 17e    |

Légende :
- — : pas de participation à l'épreuve.

### Championnats du monde
| Mondiaux \ Épreuve      | individuel               | Sprint               | Poursuite                        | Relais | Course par équipes               |
| 1988 Chamonix           | 7e                       | 34e                  | Épreuve inexistante à cette date | -      | Épreuve inexistante à cette date |
| 1990 Minsk / Oslo       | 8e                       | -                    | Épreuve inexistante à cette date | -      | -                                |
| 1991 Lahti              | 11e                      | 9e                   | Épreuve inexistante à cette date | -      | -                                |
| 1993 Borovets           | Médaille d'argent, monde | Médaille d'or, monde | Épreuve inexistante à cette date | 12e    | -                                |
| 1995 Antholz-Anterselva | -                        | -                    | Épreuve inexistante à cette date | 16e    | -                                |
| 1996 Ruhpolding         | 32e                      | 41e                  | Épreuve inexistante à cette date | 12e    | -                                |
| 1997 Osrblie            | 26e                      | 43e                  | 39e                              | 18e    | —                                |

Légende :

 : première place, médaille d'or

 : deuxième place, médaille d'argent

 : épreuve inexistante

— : pas de participation à cette épreuve

### Coupe du monde
- Meilleur classement général : 2e en 1991 et 1993.
- 15 podiums individuels : 5 victoires, 8 deuxièmes places et 2 troisièmes places.

#### Détail des victoires individuelles
| Saison \ Épreuve | Individuel                    | Sprint                        | Total |
| 1990-1991        | Oberhof                       | Ruhpolding                    | 2     |
| 1992-1993        |                               | Borovets (Ch. du monde)       | 1     |
| 1993-1994        | Lillehammer (Jeux olympiques) | Lillehammer (Jeux olympiques) | 2     |
| Total            | 2                             | 3                             | 5     |

### Autre
2001 : Ordre olympique

## Vie privée
Après sa carrière sportive, Myriam Bédard s'est retrouvée dans l'actualité dans la foulée du scandale des commandites au Canada.
En 2006, la biathlète a quitté le pays pour les États-Unis, en compagnie de son nouveau conjoint, Nima Mazhari. Le couple dénonce ce qu'il appelle le « terrorisme bureaucratique des fonctionnaires canadiens » à leur endroit. En décembre de la même année, Bédard fait l'objet d'un mandat d'arrêt international pour l'enlèvement de sa propre fille, à la suite de l'intervention de l'ancien conjoint de Myriam Bédard et père de l'enfant. Arrêtée dans le Maryland, elle subit un procès à Québec en septembre 2007.

### Scandale des commandites
Le 27 février 2004, Myriam Bédard témoigne devant un comité des Communes, dans le cadre d'une enquête visant à faire la lumière sur le scandale des commandites au Canada. L'ancienne athlète déclare avoir dû, en 2002, démissionner de son emploi au service de marketing chez Via Rail peu de temps après avoir exprimé ses réserves sur les liens unissant la compagnie à Groupaction. Elle affirme aussi avoir été témoin de facturations exagérées. Ces déclarations menèrent aux congédiements, quelques jours après, du président du conseil d'administration de Via Rail (et ancien chef de cabinet de Jean Chrétien), Jean Pelletier, et du président et chef de la direction, Marc Lefrançois.
En mars 2004, Myriam Bédard y va d'allégations qui furent accueillies avec grand scepticisme dans la presse canadienne. Elle déclare que Groupaction était impliqué dans le trafic de drogue, et prétend que le coureur automobile québécois Jacques Villeneuve fut payé 12 millions de dollars pour arborer le drapeau canadien sur son uniforme. Ces allégations furent démenties par le pilote de Formule 1.
Plus étonnant encore, l'ancienne médaillée olympique affirme que le premier ministre du Canada, Jean Chrétien, avait été convaincu de ne pas engager le Canada dans l'offensive américo-britannique de 2003 en Irak après une discussion à ce sujet avec le conjoint de Myriam Bédard, Nima Mazhari.

### Arrestation de Nima Mazhari
Le 15 juin 2004, Radio-Canada dévoile qu'un mandat de perquisition avait été obtenu par la police quelques jours plus tôt. Ce mandat visait un immeuble du 66, Côte du Passage, à Lévis, sur la rive-sud de Québec. Dans cet immeuble appartenant à Myriam Bédard et Nima Mazhari, les policiers recherchaient une vingtaine de toiles de l'artiste canadienne Ghitta Caiserman.
Entre 1988 et 2001, la peintre Caiserman, originaire de Montréal, a partagé dans cette ville un atelier en compagnie de Nima Mazhari, lui aussi artiste. Ghitta Caiserman tombe malade à l'automne 2001, et la fille de cette dernière demande à récupérer des toiles et divers biens s'étant trouvés dans l'atelier commun. Les toiles se seraient retrouvées entreposées à Québec pendant une brève période de temps au printemps 2001 chez Pierre Bédard, père de Myriam, une hypothèse confirmée par le principal intéressé lorsque interrogé à ce sujet par les policiers.
Le couple Mazhari-Bédard nie cependant que les toiles entreposées chez Monsieur Bédard étaient celles de Ghitta Caiserman, et qualifie d'invention cette histoire de vol.
Le 6 juillet 2005, Nima Mazhari est arrêté à Montréal, puis accusé de vol d'œuvres d'art pour un montant de plus de 100 000 $, et de recel pour plus de 5 000 $.
En décembre 2005, Mazhari intitule une exposition de ses œuvres « Anne m'appelle voleur », en référence à Anne Aubé, procureure de la Couronne responsable du dossier. L'artiste qualifie son exposition de dénonciation du système judiciaire canadien.

### «Terrorisme bureaucratique»
Myriam Bédard et Nima Mazhari quittent le Canada pour les États-Unis en 2006, le 2 octobre apparemment, s'il faut en croire une lettre écrite par le couple, dont l'envoi fut rapporté par les médias.
Dans une lettre envoyée à l’ambassadeur américain au Canada, David H. Wilkins, le couple dit vouloir lutter contre le « terrorisme bureaucratique canadien » et se protéger. La lettre était également adressée à Interpol, Jacques Rogge (président du Comité international olympique), au Prince de Monaco, à Kofi Annan, secrétaire général des Nations unies, et enfin à « tous les habitants de la Terre ». Dans cette missive, le couple dit partir aux États-Unis en quête d'appuis, roulant vers Washington  avec « plusieurs boîtes de documents » dans leur voiture.
Une autre lettre, envoyée aux premier-ministres du Canada, Stephen Harper, et du Québec, Jean Charest, fait état d'une liste de « terroristes », dressée par Bédard et Mazhari, qui mentionne les noms de dirigeants de corps policiers, de juges et de personnalités des médias québécois.

### Procès pour enlèvement
Le 13 décembre 2006, il fut annoncé que la championne olympique faisait l'objet d'un mandat d'arrestation international pour l'enlèvement de sa propre fille. La plainte origine de Jean Paquet, ancien biathlète et ex-conjoint de Myriam Bédard, aussi père de leur fille de 11 ans. Le plaignant estime ne pouvoir profiter de son droit de garde, puisque Myriam Bédard, qui a quitté le Canada pour les États-Unis en octobre en compagnie de son conjoint, demeurait introuvable.
Le 22 décembre 2006, Bédard a été arrêtée dans un hôtel de Columbia, dans le Maryland. Sa fille a été confiée aux services sociaux américains puis rendue à son père, Jean Paquet. La mère fut incarcérée au centre de détention Howard County, à Jessup (Maryland), puis dut comparaître au Palais de justice de Baltimore le 26 décembre 2006 avant d'être extradée au Canada.
Un procès devant jury, où Myriam Bédard est accusée d'enlèvement d'enfant, a débuté au Palais de Justice de Québec le 4 septembre 2007. Le 20 septembre 2007, elle a été reconnue coupable de l'enlèvement de sa fille en contravention à une ordonnance de garde,. En prévision des représentations sur sentence, prévues pour le 9 octobre, la Défense a l'intention de demander l'absolution pour sa cliente, qui risque dix ans de prison. Le juge lui a accordé une absolution conditionnelle assujettie à une probation de deux ans.
Après avoir reçu sa sentence, Myriam Bédard a entamé une requête en Cour d'appel qui a été refusée. Elle s'est alors retournée vers la Cour suprême pour faire entendre ses motifs, mais sans succès.
En juillet 2013, la Chambre de la famille de la Cour supérieure du Québec a condamné Myriam Bédard à 45 jours de travaux communautaires pour ne pas avoir respecté les droits de visite du père de sa fille, alors âgée de 19 ans.